# Repovci
Repovci är en ort i Bosnien och Hercegovina.   Den ligger i entiteten Federationen Bosnien och Hercegovina, i den centrala delen av landet, 30 km väster om huvudstaden Sarajevo. Repovci ligger 1 081 meter över havet och antalet invånare är 141.
Terrängen runt Repovci är kuperad norrut, men söderut är den bergig. Terrängen runt Repovci sluttar söderut. Närmaste större samhälle är Konjic, 11,6 km söder om Repovci. 
I omgivningarna runt Repovci växer i huvudsak lövfällande lövskog. Runt Repovci är det ganska tätbefolkat, med 93 invånare per kvadratkilometer.